# Серафим (Раковский)
Архимандри́т Серафи́м (в миру Сергей Маркович Раковский; 28 мая 1967, Харьков) — архимандрит Украинской православной церкви . Ректор Одесской духовной семинарии (21 ноября 2007 — 18 марта 2020). Тезоименитство 15 января (преподобного Серафима Саровского).

## Биография
В 1988 году окончил Харьковское медицинское училище. В 1990 году поступил в Одесскую Духовную Семинарию.
19 августа 1992 года рукоположён в сан диакона митрополитом Одесским и Измаильским Агафангелом (Савиным). 4 октября 1992 рукоположён в сан иерея Экзархом Александрийского Патриарха епископом Киринским Феодором (Хорефтакисом), ныне Патриарх Александрийский и всея Африки. 20 декабря 1992 года пострижен в монашество Митрополитом Одесским и Измаильским Агафангелом с именем Серафим, в честь преподобного Серафима Саровского.
В 1993 году окончил Одесскую Духовную Семинарию и поступил в Киевскую духовную академию.
В том же году назначен заведующим Сектором заочного обучения Одесской духовной семинарии. Оставлся в этой должности до 2001 года.
22 октября 1994 года возведён в сан игумена.
С августа 1995 — преподаватель Одесской духовной семинарии.
В 1997 году окончил Киевскую духовную академию, был удостоен учёной степени кандидата богословия за диссертацию по кафедре Истории Православия на Руси на тему: «Церковные унии в Великом Литовско-Русском княжестве при первых представителях династии Ягеллонов (1386—1500)».
30 августа 1998 года возведён в сан архимандрита.
С 1998 по 2007 год — благочинный Успенского мужского монастыря в Одессе.
С 2001 по 2006 год — старший помощник проректора Одесской духовной семинарии. С 2006 по 2007 год — проректор Одесской духовной семинарии.
21 ноября 2007 года назначен исполняющим обязанности ректора Одесской духовной семинарии. 23 сентября 2008 года назначен ректором Одесской духовной семинарии.
24 декабря 2008 года был делегатом на Поместный собор Русской православной церкви от Одесской духовной семинарии.
Преподаёт в ОДС Историю Русской Церкви (затем Историю Православия на Руси; 1-й курс) и Священное Писание Ветхого Завета (4-й курс).
18 марта 2020 года решением Священного Синода УПЦ освобождён от должности ректора Одесской духовной семинарии.

## Награды
- 1996 — Архипастырская грамота
- 1998 — Грамота митрополита Киевского и всея Украины
- 2000 — юбилейный орден «Рождество Христово» II ст.
- 2001 — Орден преподобного Нестора Летописца III ст.
- 2002 — Орден святого равноапостольного князя Владимира III ст.
- 2002 — Юбилейная медаль «Харковский собор — 10 лет»
- 2003 — Орден преподобного Нестора Летописца II ст.
- 2003 — Орден «Рождество Христово» II ст.
- 2004 — орден святого благоверного князя Даниила Московского III ст.
- 2005 — Орден святого преподобного Серафима Саровского III ст.
- 2005 — Архипастырская грамота
- 2007 — Орден преподобного Нестора Летописца I ст.
- 2007 — Патриарший крест (отличие Александрийской Православной Церкви)
- 2017 — Орден преподобных Антония и Феодосия Печерских II ст.

## Публикации
- Церковные унии в Великом Литовско-Русском княжестве при первых представителях династии Ягеллов (1386—1500 г.г.). — Киев : [б. и.], 1997.
- Патриотическая деятельность святителя Херсонского и Таврического Иннокентия (Борисова) в годы Крымской войны 1854—1856 гг. // Андреевский вестник. — 2005. — № 11. — С.28-36.
- Вышел сеятель сеять // Сборник богословских и церковно-исторических трудов преподавателей Одесской Духовной Семинарии: посвящается 1020-летию Крещения Руси и 170-летию основания духовной школы / ред. архим. Серафим (Раковский). — Одесса : Издательский совет Одесской Духовной Семинарии, 2008. — 140 с. — С. 14—21
- Проповедь в день освящения храма преподобного Кукши Одесского исповедника // Андреевский вестник: Пастырско-богословский журнал Одесской духовной семинарии. 2010. — № 17. — С. 5—7.
- Слово редактора // Андреевский вестник. 2010. — № 18. — С. 2
- Слово редактора // Андреевский вестник. 2011. — № 19. — С. 2
- Проповедь на Вознесение Господне // Андреевский вестник. 2011. — № 19. — С. 18-19
- Слово редактора // Андреевский вестник. 2011. — № 20. — С. 2
- Слово редактора // Андреевский вестник. 2012. — № 21. — C. 2
- Слово редактора // Андреевский вестник. 2011. — № 22. — C. 2
- Делатель нивы Божией // Андреевский вестник. 2011. — № 22. — C. 10-13
- Слово редактора // Андреевский вестник. 2013. — № 23. — C. 2
- Традиции и опыт богословского образования в церковном служении ОДС в её 175-летней истории // Андреевский вестник. 2013. — № 24. — С. 7-16